# Aegagropilopsis
Aegagropilopsis, rod zelenih algi iz porodice Pithophoraceae, dio reda Cladophorales. Postoje tri priznate vrste koje žive po slatkim vodama. Tipična vrsta je A. sterrocladia.

## Vrste
1. Aegagropilopsis clavuligera (Grunow) Boedeker
2. Aegagropilopsis moravica (Dvořák) Z.-J.Zhao & G.-X.Liu
3. Aegagropilopsis sterrocladia (Skuja) Boedeker